# Хуго III фон Лютцелщайн
Хуго III фон Лютцелщайн (на немски: Hugo III (II) von Lützelstein; * ок. 1200/пр. 1243; † сл. 1280/1283) е граф на Лютцелщайн (фр. Ла Петите-Пиерре) в Елзас (1243 – 1283).
Той е единственият син на граф Хуго II фон Люневил-Лютцелщайн († сл. 1244) и на първата или на втората му съпруга Жоата/Юдит от Лотарингия († сл. 1246), дъщеря на Филип от Лотарингия († 1240) и Агнес († сл. 1237). Майка му е внучка на херцог Фридрих I от Лотарингия († 1207) и полската принцеса Людмила († 1223). Внук е на Хуго I фон Близкастел-Люневил († 1220), граф на Люневил, и Кунигунда фон Кирбург. Роднина е на Хайнрих фон Близкастел († 1196), епископ на Вердюн (1180 – 1186).
Замъкът Лютцелщайн е построен през края на 12 век от граф Хуго († сл. 1246), син на граф Хуго фон Близкастел († сл. 1210).
Внук му Николаус фон Лютцелщайн († пр. 19 март 1318) получава графството Лютцелщайн.

## Фамилия
Хуго III фон Лютцелщайн се жени за втората си братовчедка Елизабет фон Саарбрюкен (* 1195; † сл. 1271), дъщеря на граф Симон III фон Саарбрюкен († 1240) и принцеса Лаурета от Горна Лотарингия († сл. 1226), дъщеря на херцог Фридрих II от Лотарингия († 1213) от фамилията Дом Шатеноа и Агнес от Бар († 1226). Те имат седем деца:
- Хуго IV фон Лютцелщайн (* пр. 1266; † между 22 юли 1304 – 16 юли 1315), граф, женен за Елизабет фон Финстинген († сл. 1301), дъщеря на Куно фон Малберг-Финстинген († 1262) и фон Лайнинген, дъщеря на граф Фридрих II фон Саарбрюкен-Лайнинген († 1237)
- Емихо/Емих (* пр. 1265; † сл. 1318), граф
- Симон (* пр. 1271; † 19 януари 1296), граф
- Сузана (* пр. 1271; † сл. 1300), омъжена за Вилхелм Босел фон Щайн (* пр. 1264; † 1300/1303)
- Жоате (Юта, Имита) († сл. 1271/сл. 1305), омъжена за Еберхард III фон Етендорф († 1285/1293)
- Кунигунда фон Лютцелщайн (* пр. 1271; † пр. 23 април 1302), омъжена пр. април 1271 г. за фогт за Хайнрих I фон Плауен († 7 март 1303)
- Матилда (* пр. 1271; † сл. 1293), омъжена за Хайнрих III фон Флекенщайн (* пр. 1270; † 1296/1305)